# USS Oregon City (CA-122)
USS Oregon City (CA-122) – amerykański ciężki krążownik typu Oregon City. Tego typu krążowniki były ulepszonymi wersjami krążowników typu Baltimore. "Oregon City" pozostawał w służbie przez bardzo krótki okres. Zwodowany został 9 czerwca 1945 roku w stoczni Bethlehem Steel Co. w Quincy w stanie Massachusetts. Po wejściu do służby od 31 marca do połowy maja 1946 roku odbywał rejsy na wodach wokół Kuby w celu zgrania załogi okrętu. Następnie popłynął do Bostonu, gdzie 3 lipca został flagowym okrętem 4 Floty i gdzie pełnił głównie funkcje szkolne. W styczniu 1947 roku został przydzielony do 2 Floty, latem zabrał kadetów na kurs szkoleniowy w strefę Kanału Panamskiego, połączony z praktyką na Morzu Karaibskim. Pod koniec roku został skierowany do Filadelfii i 15 grudnia 1947 roku wycofany z użytku. Po zakonserwowaniu cumował w Filadelfii jako okręt Floty Rezerwowej. 1 listopada 1970 roku skreślony z listy jednostek US Navy.